# Landshövdingar i Göteborgs och Bohus län
Landshövdingen i Göteborgs och Bohus län var chef för Länsstyrelsen i Göteborgs och Bohus län (innan 1918 benämnt som (Kunglig Majestäts befallningshavande) och fungerade som Kungl. Maj:ts (efter 1975 regeringens) representant för den statliga länsförvaltningen.

## Lista

### GuvernöreriBohus län
- 1658–1677 Harald Stake
- 1677–1680 Rutger von Ascheberg

### Landshövdingar i Bohus län
länet ingick under perioden 1680-1693 i Skånska generalguvernementet
- 1680–1682 Georg Henrik Lybecker
- 1682–1700 Johan Benedict von Schönleben

### Landshövdingar i Göteborgs och Bohus län
| Namn                      | Tillträde | Avgång | Not                                                                                 |
| ------------------------- | --------- | ------ | ----------------------------------------------------------------------------------- |
| Erik Carlsson Sjöblad     | 1700      | 1711   |                                                                                     |
| Carl Gustaf Mörner        | 1712      | 1716   | guvernör                                                                            |
| Carl Gustaf Mörner        | 1716      | 1719   | generalguvernör över Västergötland, Dalsland, Värmland, Närke, Bohuslän och Halland |
| Nils Posse                | 1719      | 1723   |                                                                                     |
| Axel Gyllenkrok           | 1723      | 1730   |                                                                                     |
| Bengt Johansson Ribbing   | 1730      | 1741   |                                                                                     |
| Lorentz Kristoffer Stobée | 1741      | 1749   |                                                                                     |
| Johan von Kaulbars        | 1749      | 1762   |                                                                                     |
| Didrik Henrik Taube       | 1763      | 1772   |                                                                                     |
| Anders Rudolf du Rietz    | 1772      | 1790   |                                                                                     |
| Johan Beck-Friis          | 1790      | 1796   |                                                                                     |
| Samuel af Forselles       | 1796      | 1800   |                                                                                     |
| Johan Fredrik Carpelan    | 1800      | 1808   |                                                                                     |
| Axel von Rosen            | 1809      | 1834   |                                                                                     |
| Gillis Edenhjelm          | 1835      | 1843   |                                                                                     |
| Carl Gustaf Löwenhielm    | 1843      | 1847   |                                                                                     |
| Olof Fåhræus              | 1847      | 1864   |                                                                                     |
| Albert Ehrensvärd d.ä.    | 1864      | 1885   | [ 1 ]                                                                               |
| Gustaf Snoilsky           | 1885      | 1897   | [ 1 ]                                                                               |
| Gustaf Lagerbring         | 1897      | 1917   | [ 1 ]                                                                               |
| Oscar von Sydow           | 1917      | 1934   | [ 1 ]                                                                               |
| Malte Jacobsson           | 1934      | 1950   | [ 1 ]                                                                               |
| Per Nyström               | 1950      | 1971   |                                                                                     |
| Erik Huss                 | 1971      | 1978   |                                                                                     |
| Carl Persson              | 1979      | 1980   |                                                                                     |
| Åke Norling               | 1980      | 1989   |                                                                                     |
| Kjell A. Mattsson         | 1989      | 1995   |                                                                                     |
| Göran Bengtsson           | 1996      | 1997   |                                                                                     |

Från och med 1998, se Landshövdingar i Västra Götalands län.